# ABC-øerne
ABC-øerne er Aruba, Bonaire og Curaçao. Alle tre hørte de til de Nederlandske Antiller – Aruba til 1986, Bonaire og Curaçao til De Nederlandske Antiller ophørte d. 10. oktober 2010.
Bonaire er nu en direkte del af Nederlandene som en særlig kommune, mens Aruba og Curaçao har status som selvstændige lande indenfor Kongeriget Nederlandene.

## Ekstern henvisning
- Officiel regeringsportal Arkiveret 5. august 2003 hos  Wayback Machine (på hollandsk)

12°10′00″N 69°00′00″V / 12.166666666667°N 69°V